# Arizona Bowl 2015
Match suivant
L'Arizona Bowl 2015 est un match de football américain de niveau universitaire  joué après la saison régulière de 2015, le 29 décembre 2015 dans l'Arizona Stadium de Tucson en Arizona.
Il s'agissait de la toute 1re édition de l'Arizona Bowl.
Le match a mis en présence les équipes du Wolf Pack du Nevada et des Rams de Colorado State toutes deux issues de la Mountain West Conference. Il s'agit d'un fait assez rare pour un bowl d'après saison régulière puisque le dernier ayant mis en présence deux équipes issues de la même conférence remonte à l'Orange Bowl de 1979,.
Il a débuté à 17:37 heures locales et a été retransmis en télévision sur American Sports Network (ASN).
Sponsorisé par la société Nova Home Loans, le match fut officiellement dénommé le Nova Home Loans Arizona Bowl 2015.
Nevada gagne le match sur le score de 28 à 23.

## Présentation du match
Le match devait normalement opposer des représentants des conférences USA et Mountain West. Si une de ces conférences ne pouvait fournir une équipe éligible, c'est un membre de la conférence Sun Belt qui sera sélectionnée.
En fin de saison régulière, la Mountain West présentait 7 équipes éligibles pour 6 places attribuées dans les divers bowls. Il fut donc décidé de désigner 2 équipes de cette conférence pour jouer le présent match, seule alternative possible.
| Équipes                                                                                                 | Conférences | Entraîneurs  | Stats. saison rég. | Classements avant le bowl CFP-AP-Coaches |
| --- | ----------- | ------------ | ------------------ | ---------------------------------------- |
| Wolf Pack du Nevada                                                                                     | MWC         | Brian Polian | 6-6                | Non classé                               |
| Rams de Colorado State                                                                                  | MWC         | Mike Bobo    | 7-5                | Non classé                               |
| Arbitre : Tracy Jones (AAC) Équipe donnée favorite par les bookmakers : Colorado State à 31/2 contre 1. |             |              |                    |                                          |

Il s'agit de la 14e rencontre entre ces deux équipes,
| Nombre de rencontre | Victoires Nevada | Victoires Colorado State | Nuls | Date dernier match | Résultat                |
| ------------------- | ---------------- | ------------------------ | ---- | ------------------ | ----------------------- |
| 13                  | 11               | 2                        | 0    | 2014               | Colorado State, 31 à 24 |

### Wolf Pack du Nevada
Avec un bilan global en saison régulière de 7 victoires et 6 défaites, Nevada est éligible et accepte l'invitation pour participer à l'Arizona Bowl de 2015.
Ils terminent 2e de la West Division de la Mountain West Conference derrière San Diego State, avec un bilan en division de 4 victoires et 4 défaites.
À l'issue de la saison 2015 (bowl compris), ils n'apparaissent pas dans les classements CFP, AP et Coaches.
Il s'agit de leur 1er apparition à l'Arizona Bowl et de leur 10e bowl en 11 saisons.

### Rams de Colorado State
Avec un bilan global en saison régulière de 7 victoires et 5 défaites, Colorado State est éligible et accepte l'invitation pour participer à l'Arizona Bowl de 2015.
Ils terminent 5e de la Mountain Division de la Mountain West Conference derrière Air Force, New Mexico, Utah State et Boise State, avec un bilan en division de 5 victoires et 3 défaites.
À l'issue de la saison 2015 (bowl compris), ils n'apparaissent pas dans les classements CFP, AP et Coaches.
Il s'agit de leur 1er apparition à l'Arizona Bowl et leur 3e bowl consécutif.

## Résumé du match
| QT          | Temps       | Drive       | Drive       | Drive       | Équipe      | Description de l'action | Score | Score |
| QT          | Temps       | Jeux        | Yards       | TDP         | Équipe      | Description de l'action | NEV   | CSU   |
| ----------- | ----------- | ----------- | ----------- | ----------- | ----------- | --- | ----- | ----- |
| 1           | 7:21        | 10          | 39          | 5:19        | NEV         | FG de 19 yards par kicker Brent Zuzo | 3     | 0     |
| 2           | 14:13       | 8           | 53          | 4:53        | NEV         | FG de 37 yards par kicker Brent Zuzo | 6     | 0     |
| 2           | 7:04        | 2           | 39          | 0:39        | CSU         | TD à la suite d'une course d'1 yard par QB Nick Stevens + 1 point de conversion par kicker Wyatt Bryan                                  | 6     | 7     |
| 2           | 6:38        | 2           | 82          | 0:20        | NEV         | TD à la suite d'une course de 77 yards par RB James Butler + 1 point de conversion par kicker Brent Zuzo                                | 13    | 7     |
| 2           | 1:46        | 11          | 81          | 4:44        | CSU         | FG de 20 yards par kicker Wyatt Bryan                                                                                                   | 13    | 10    |
| 2           | 1:33        | –           | –           | –           | NEV         | TD à la suite d'un retour de kickoff de 96 yards par DB Elijah Mitchell mais la tentative de conversion à 1 point par Brent Zuzo échoue | 19    | 10    |
| 2           | 0:08        | 13          | 58          | 1:17        | CSU         | FG de 29 yards par kicker Wyatt Bryan                                                                                                   | 19    | 13    |
| 3           | 9:16        | 12          | 53          | 5:39        | NEV         | FG de 40 yards par kicker Brent Zuzo | 22    | 13    |
| 3           | 3:55        | 12          | 75          | 5:21        | CSU         | TD à la suite d'une course de 9 yards par RB Jasen Oden Jr.+ 1 point de conversion par kicker Wyatt Bryan                               | 22    | 20    |
| 4           | 3:40        | 12          | 75          | 5:21        | CSU         | FG de 38 yards par kicker Wyatt Bryan                                                                                                   | 22    | 23    |
| 4           | 1:06        | 8           | 72          | 2:28        | NEV         | TD à la suite d'une course de 4 yards par RB James Butler mais la tentative de conversion à 2 points de RB James Butler échoue          | 28    | 23    |
| Score final | Score final | Score final | Score final | Score final | Score final | Score final | 28    | 23    |

## Statistiques
| Statistiques par Équipes               | Statistiques par Équipes | Statistiques par Équipes |
| Statistiques                           | NEV                      | CSU                      |
| -------------------------------------- | ------------------------ | ------------------------ |
| 1er downs                              | 18                       | 30                       |
| Conversion de 3e Down                  | 3/9                      | 9/16                     |
| Conversion de 4e Down                  | 0/1                      | 0/1                      |
| Jeux–yards                             | 53 jeux pour 345 yards   | 84 jeux pour 532 yards   |
| Yards à la course                      | 271                      | 222                      |
| Yards à la passe                       | 281                      | 237                      |
| Passes : Réussies-Tentées-Interceptées | 6/13, 0 int.             | 22/42, 0 int.            |
| Réussite en zone rouge/chances         | 4/4                      | 5/6                      |
| TD                                     | 1                        | 2                        |
| Field Goals                            | 3/3                      | 3/3                      |
| Sacks (Nombre-Yards gagnés)            | 3/11                     | 1/2                      |
| Fumbles (Nombre/Perdus)                | 0/0                      | 1/1                      |
| Pénalités (Nombre/Yards perdus)        | 3/20                     | 7/65                     |
| Temps de possession                    | 27:30                    | 32:30                    |

| Meilleurs Joueurs (MVPs) | Meilleurs Joueurs (MVPs) | Meilleurs Joueurs (MVPs) | Meilleurs Joueurs (MVPs) |
| ------------------------ | ------------------------ | ------------------------ | ------------------------ |
| Systèmes                 | Noms                     | Équipes                  | Postes                   |
| Attaque                  | James Butler             | QB                       | Nevada                   |
| Défense                  | Ian Seau                 | DE                       | Nevada                   |

| Statistiques Individuelles | Statistiques Individuelles | Statistiques Individuelles                    |
| -------------------------- | -------------------------- | --------------------------------------------- |
| Quaterbacks                |                            |                                               |
| NEV                        | Stewart, Tyler             | 6/13, 0 int., 74 yards, 0 TD, 1 sack subi     |
| CSU                        | Stevens, Nick              | 22/42, 0 int., 310 yards, 0 TD, 3 sacks subis |
| Meilleurs Coureurs         |                            |                                               |
| NEV                        | Butler, James              | 24 courses pour 189 yards et 2 TDs            |
| CSU                        | Matthews, Izzy             | 12 courses pour 87 yards et 0 TD              |
| Meilleurs Receveurs        |                            |                                               |
| NEV                        | Richardson, J.             | 4 réceptions pour 42 yards et 0 TD            |
| CSU                        | Higgins, Rashar            | 9 réceptions pour 129 yards et 0 TD           |
| Meilleurs Tacleurs         |                            |                                               |
| NEV                        | Dobrich, Jordan            | 10 tacles en solo et 1 sack                   |
| CSU                        | Davis, Kevin               | 6 tacles en solo                              |